# II. Areusz spártai király
II. Areusz (görög betűkkel: Ἄρειος B' , i. e. 262 – Kr. e. 251 körül) spártai Agiada király, Akrotatosz spártai király fia. Rövid életéről nem sok forrás maradt az utókorra. Atyja Akrotatosz halálát követően, gyermekként választották királlyá, ám a hatalmat ifjúkora miatt II. Kleomenész király unokája, Leónidasz gyakorolta régensként. Uralkodásának idejét egyes források Kr. e. 260 és Kr. e. 251 közé, mások Kr. e. 262 körül – Kr. e. 254 közé teszik. Alig nyolcesztendős korában hunyt el, a trónon korábbi régense, Leónidasz követte.

## Lásd még
- Spárta királyainak listája